# Campionati europei under 21 di tennis tavolo 2023
I Campionati europei under 21 di tennis tavolo 2023 sono stati la 7ª edizione della competizione giovanile europea di tennis tavolo. Si sono svolti dal 5 al 9 aprile 2023 alla Arena Hotel Hills di Sarajevo, in Bosnia ed Erzegovina.

## Podi
| Competizioni        | Oro                              | Argento                                  | Bronzo                          |
| ------------------- | -------------------------------- | ---------------------------------------- | ------------------------------- |
| Singolare maschile  | Miłosz Redzimski                 | Csaba András                             | Samuel Kulczycki                |
| Singolare maschile  | Miłosz Redzimski                 | Csaba András                             | Andrei Istrate                  |
| Singolare femminile | Hana Arapović                    | Sophia Klee                              | Mia Griesel                     |
| Singolare femminile | Hana Arapović                    | Sophia Klee                              | Nicole Arlia                    |
| Doppio maschile     | Hugo Deschamps Thibault Poret    | Maciej Kubik Samuel Kulczycki            | Eduard Ionescu Darius Movileanu |
| Doppio maschile     | Hugo Deschamps Thibault Poret    | Maciej Kubik Samuel Kulczycki            | Iulian Chiriță Andrei Istrate   |
| Doppio femminile    | Mia Griesel Bianca Mei-Roșu      | Anastasiya Dymytrenko Veronika Matiunina | Inês Matos Matilde Pinto        |
| Doppio femminile    | Mia Griesel Bianca Mei-Roșu      | Anastasiya Dymytrenko Veronika Matiunina | Agathe Avezou Isà Cok           |
| Doppio misto        | Samuel Kulczycki Zuzanną Wielgoś | Eduard Ionescu Ioana Singeorzan          | Miłosz Redzimski Anna Brzyska   |
| Doppio misto        | Samuel Kulczycki Zuzanną Wielgoś | Eduard Ionescu Ioana Singeorzan          | Flavien Coton Mia Griesel       |

## Medagliere
| Posiz. | Nazione    | Oro | Argento | Bronzo | Totale |
| ------ | ---------- | --- | ------- | ------ | ------ |
| 1      | Polonia    | 2   | 1       | 2      | 5      |
| 2      | Francia    | 1   | 0       | 1.5    | 2.5    |
| 3      | Croazia    | 1   | 0       | 0      | 1      |
| 4      | Romania    | 0.5 | 1       | 3      | 4.5    |
| 5      | Germania   | 0.5 | 1       | 1.5    | 3      |
| 6      | Ungheria   | 0   | 1       | 0      | 1      |
| 6      | Ucraina    | 0   | 1       | 0      | 1      |
| 8      | Italia     | 0   | 0       | 1      | 1      |
| 8      | Portogallo | 0   | 0       | 1      | 1      |
| Totale | Totale     | 5   | 5       | 10     | 20     |